# Episodi di Lizzie McGuire (prima stagione)
La prima stagione di Lizzie McGuire è formata da 31 episodi ed è stata trasmessa negli Stati Uniti dal 12 gennaio 2001 al 18 gennaio 2002 su Disney Channel. In Italia viene trasmessa su Disney Channel a partire dal 2002 e su Italia 1 a partire dal 3 aprile 2003. Dal 7 ottobre 2013 viene mandata in onda anche su Frisbee.
| nº | Titolo originale                 | Titolo italiano               | Prima TV USA      | Prima TV Italia |
| -- | -------------------------------- | ----------------------------- | ----------------- | --------------- |
| 1  | Rumors                           | Chiacchiere                   | 12 gennaio 2001   | aprile 2003     |
| 2  | Picture Day                      | Il giorno della foto          | 21 gennaio 2001   | aprile 2003     |
| 3  | When Moms Attack                 | Mamma all'attacco             | 26 gennaio 2001   | 4 aprile 2003   |
| 4  | Pool Party                       | Festa in piscina              | 2 febbraio 2001   | aprile 2003     |
| 5  | I've Got Rhythmic                | Ho il senso del ritmo         | 9 febbraio 2001   | 3 aprile 2003   |
| 6  | Jack Of All Trades               | Un test importante            | 23 febbraio 2001  | 7 aprile 2003   |
| 7  | Aaron Carter's Coming to Town    | È arrivato Aaron Carter       | 23 marzo 2001     | 24 aprile 2003  |
| 8  | Misadventures in Babysitting     | Disavventure da baby-sitter   | 6 aprile 2001     | 8 aprile 2003   |
| 9  | Election                         | Il giorno delle elezioni      | 20 aprile 2001    | 9 aprile 2003   |
| 10 | I Do, I Don't                    | Matrimoni combinati           | 27 aprile 2001    | 10 aprile 2003  |
| 11 | Bad Girl McGuire                 | Lizzie la selvaggia           | 4 maggio 2001     | 11 aprile 2003  |
| 12 | Between a Rock And a Bra Place   | Un acquisto importante        | 11 maggio 2001    | 14 aprile 2003  |
| 13 | Come Fly with Me                 | Evviva gli anni '50           | 1º giugno 2001    | 15 aprile 2003  |
| 14 | Random Acts Of Miranda           | Provaci ancora Miranda        | 8 giugno 2001     | 16 aprile 2003  |
| 15 | Lizzie's Nightmares              | A pranzo con Ethan Craft      | 22 giugno 2001    | 17 aprile 2003  |
| 16 | Obession                         | Per un mondo migliore         | 29 giugno 2001    | 22 aprile 2003  |
| 17 | Sibling Bonds                    | Legami di sangue              | 3 agosto 2001     | 28 aprile 2003  |
| 18 | Rated Aargh                      | Le bugie hanno le gambe corte | 10 agosto 2001    | 30 aprile 2003  |
| 19 | Gordo and the Girl               | Gordo ha la ragazza           | 17 agosto 2001    | 29 aprile 2003  |
| 20 | Educating Ethan                  | Lizzie insegnante per amore   | 24 agosto 2001    | 2 maggio 2003   |
| 21 | Lizzie Strikes Out               | La vita è una partita         | 31 agosto 2001    | 5 maggio 2003   |
| 22 | The Untitled Stan Jansen Project | Ciak, si gira!                | 21 settembre 2001 | 13 maggio 2003  |
| 23 | Last Year's Model                | Modella per errore            | 28 settembre 2001 | 6 maggio 2003   |
| 24 | Night of The Day of the Dead     | Dolcetto o scherzetto?        | 5 ottobre 2001    | 21 aprile 2003  |
| 25 | Facts of Life                    | Giocando a black-jack         | 12 ottobre 2001   | 8 maggio 2003   |
| 26 | Scarlet Larry                    | Ragazzi, che cotta!           | 9 novembre 2001   | 12 maggio 2003  |
| 27 | Gordo and the Dwarfs             | Re Gnomo: La conquista        | 16 novembre 2001  | 14 maggio 2003  |
| 28 | Lizzie and Kate's Big Adventure  | Amiche nemiche                | 30 novembre 2001  | 19 maggio 2003  |
| 29 | The Courtship Of Miranda Sanchez | Quant'è complicato l'amore    | 7 dicembre 2001   | 7 maggio 2003   |
| 30 | Gordo's Video                    | Il video di Gordo             | 1º gennaio 2002   | 23 aprile 2003  |
| 31 | Gordo's Bar Mitzvah              | Il Bar Mitzvah di Gordo       | 18 gennaio 2002   | 15 maggio 2003  |

## Il giorno della foto
- Titolo originale: Picture Day
- Diretto da: Neal Israel
- Scritto da: Douglas Tuber e Tim Maile

### Trama
A scuola è il giorno delle foto per l'annuario. Lizzie telefona a Miranda per dirle che vuole vestirsi da urlo come Britney Spears: l'odioso fratello minore Matt spiffera tutto alla madre, la quale la costringe a indossare il maglione di lana con disegnato un unicorno che la nonna le aveva regalato per Natale. Miranda si accorge di essere vestita allo stesso identico modo di Kate: quest'ultima, che vuole essere la diva incontrastata della scuola, la avverte che se non cambierà abito le conseguenze per lei saranno terribili. Ethan Craft, il ragazzo più bello della scuola, spiega a Gordo che tutti i maschi si sono messi d'accordo per posare con la faccia da duro, avvertendolo che se non lo fa per lui potrebbe essere dura sopravvivere a scuola: Gordo cambia espressione all'ultimo istante, accontentando la richiesta di Ethan. Lizzie è agitata perché dovrà posare soltanto a fine giornata: Gordo riesce a procurarle degli abiti più belli al posto del maglione. Durante l'ora di disegno Kate assolda Ed per gettare un vasetto di vernice addosso a Miranda: Lizzie, intuito il pericolo, si getta a protezione di Miranda sporcandosi solo lei. In questo modo Miranda può avere la bella foto che desiderava, mentre Lizze esibisce senza più vergogna il maglione della nonna. Matt vuole saltare un compito in classe, così si finge malato: sua madre però intercetta una telefonata del figlio in cui si vanta di averla ingannata. Jo recita la parte della madre inconsapevole, sottoponendo Matt a una cura intensiva che lo porta a confessare.
- Guest star: Sonya Eddy (fotografo), Ashlie Brillault (Kate), Clayton Snyder (Ethan), Chelsea J. Wilson (Parker), Aaron Fors (Ed)

## Chiacchiere
- Titolo originale: Rumors
- Diretto da:
- Scritto da:

### Trama
Lizzie vorrebbe diventare una cheerleader, ma fa il provino e non viene presa, perché è un vero disastro. Così i suoi genitori cercano di confortarla inutilmente. "Chatta" con Miranda, che le rivela che Kate è stata accettata. Lei risponde che Kate porta un reggiseno imbottito e Miranda, per sbaglio, invia a tutta la scuola la frase di Lizzie. Quando Kate chiede arrabbiata chi aveva scritto il messaggio, Lizzie è nel pallone e Miranda si prende la colpa. Intanto i genitori di Lizzie perdono la lucertola di Matt e la cercano a lungo, per poi scoprire che era morta nell'acquario dove Matt la teneva. Kate fa credere a Miranda che uno dei ragazzi più carini della scuola voleva parlare con lei e la umilia e lei in risposta le riempie l'armadietto di carta igienica, allora Kate stampa centinaia di volantini nei quali ritocca la sua foto, allora Miranda, arrabbiata mette la tintura verde nello shampoo di Kate. Intanto Lizzie vuole confessare la propria colpevolezza, ma non riesce a gestire i conflitti. Nel frattempo Matt fa il funerale alla lucertola morta e la seppellisce in giardino, ma poi si scopre che le lucertole in letargo sembrano morte, e quindi Matt dissotterra la lucertola. All'esibizione delle cheerleader Lizzie trova il coraggio di rivelare a Kate che ha scritto lei il messaggio, così Kate e le altre cheerleader la umiliano davanti a tutta la scuola. Fortunatamente per lei, nel giro di pochi attimi un nuovo pettegolezzo fa diventare antiquato il balletto delle cheerleader.
- Guest star: Ashlie Brillault (Kate), Byron Fox (Danny Kessler)

## Mamma all'attacco
- Titolo originale: When Moms Attack
- Diretto da: Mark Rosman
- Scritto da: Nina G. Bargiel e Jeremy J. Bargiel

### Trama
Lizzie va in campeggio con la scuola e resta male quando scopre che l'accompagnatrice è sua madre. Il professor Pettus divide gli studenti in maschi e femmine, ordinando loro di catalogare quanti più animali e piante possibili. I maschi sabotano la prova delle ragazze, allora la madre di Lizzie propone di vendicarsi intrufolandosi di notte nella loro tenda; Pettus le scopre e la donna decide di prendersi la colpa. Matt e suo padre, rimasti a casa da soli, si ingegnano per trovare qualcosa da mangiare finché, esasperati, ordinano una pizza.
- Guest star: Craig Anton (signor Pettus), Ashlie Brillault (Kate), Byron Fox (Danny Kessler), Clayton Snyder (Ethan)

## Ho il senso del ritmo
- Titolo originale: I've Got Rhythmic
- Diretto da: Alan Myerson
- Scritto da: Nancy Neufeld Callaway

### Trama
La coach Kelly scopre che Lizzie ha del talento in ginnastica ritmica e la convince a iscriversi ad una gara. Lizzie si sottopone ad una preparazione molto dura, mentre Gordo la riprende con la telecamera. Kate, gelosa del fatto che Lizzie sia migliore di lei in qualcosa, vuole ostacolarla e assolda Larry per boicottare la sua performance.
Gordo si accorge della presenza di Larry sopra il palco e manda Miranda a fermarlo perché vuole prendere il cerchio che Lizzie lancerà in aria durante il suo numero.
Lizzie vince la gara, ma poi confessa ai genitori di non voler più praticare la ginnastica ritmica.
- Guest star: Dot-Marie Jones (coach Kelly), Ashlie Brillault (Kate), Kyle J. Downes (Larry), Brianna James (ragazza intelligente), Michael Barryte (ragazzo intelligente), Larry Nicholas (stuntman di Larry)

## Un test importante
- Titolo originale: Jack of All Trades
- Diretto da: Savace Steve Holland
- Scritto da: Trish Baker

### Trama
Scienze è l'unica materia in cui Gordo non ha il massimo dei voti ed è quindi convinto che il professor Pettus non lo abbia in simpatia. Come se non bastasse, Pettus ha sottoposto i ragazzi al test sul loro futuro lavoro e Gordo risulta essere un mazziere di Black Jack.
Gordo vuole dimostrare a Lizzie che le cose stanno come dice lui e scambia i loro compiti: il ragazzo si arrabbia con il professore e fa esplodere il cervello che aveva realizzato.
Pettus spiega a Gordo che non gli ha mai dato il massimo dei voti perché voleva semplicemente stimolarlo a fare sempre meglio.
Matt vuole essere chiamato M-Dog e i suoi genitori, per farlo smettere, gli dicono che anche loro cambieranno nome e li dovrà chiamare Didì e Mew Mew, anche davanti ai suoi amici.

## È arrivato Aaron Carter
- Titolo originale: Aaron Carter's Coming to Town
- Diretto da: Savace Steve Holland
- Scritto da: Nina G. Bargiel e Jeremy L. Bargiel

### Trama
Il cantante Aaron Carter verrà in città per girare il video di un singolo natalizio. Lizzie e i suoi amici si intrufolano con Matt sul set dove si gira il video per conoscere Aaron. I genitori di Lizzie, avvertiti dall'addetto alla sicurezza della presenza di Lizzie, vanno a prenderla ma, in un modo o nell'altro, finiscono imprigionati in detenzione.
Alla fine vedono Aaron Carter e Lizzie, andata a riprendere il suo registratore lo bacia sotto il vischio, poi Miranda canta e si fa dare un giudizio da Aaron che le dice che ha talento, l'episodio finisce con Lizzie e Miranda che ballano nel video di Aaron e Gordo che riprende la scena

## Disavventure da baby-sitter
- Titolo originale: Misadventures in Babysitting
- Diretto da:
- Scritto da:

### Trama
I genitori di Lizzie vanno fuori a cena e lei deve badare a Matt, aiutata da Gordo e Miranda. Sam non si fida della figlia e torna a casa per controllare se è tutto a posto, ma i ragazzi credono che sia un ladro.

## Il giorno delle elezioni
- Titolo originale: Election
- Diretto da:
- Scritto da:

### Trama
Lizzie si candida come presidente scolastico contro Clare e Larry: inizialmente si propone come "voce del popolo", ma finisce per essere ossessionata dalla vittoria. Anche se a vincere sarà Larry, Lizzie ritrova i suoi amici e impara una lezione importante.

## Matrimoni combinati
- Titolo originale:
- Diretto da:
- Scritto da:

### Trama
Per un progetto di scuola Lizzie e la classe devono condurre una vita matrimoniale: Lizzie viene accoppiata con Gordo, mentre Miranda sta con il desideratissimo Ethan. Lizzie scopre che Kate, in coppia con Larry, si vede con Ethan per mollare i loro rispettivi compagni e mettersi insieme: Lizzie non sa se dirlo a Miranda.

## Lizzie la selvaggia
- Titolo originale:
- Diretto da:
- Scritto da:

### Trama
Lizzie inizia a frequentare e ad imitare lo stile di vita di Angel, una ragazza poco raccomandabile, così Gordo e Miranda cercano di tirarla fuori dai guai. Matt, nel frattempo, è riuscito a convincere i genitori a cambiare i suoi orari di sonno, con la conseguenza che la notte rimane sveglio fino a tardi e di giorno ha un'incredibile voglia di dormire.

## Un acquisto importante
- Titolo originale:
- Diretto da:
- Scritto da:

### Trama
Lizzie e Miranda sono gelose di Kate che ha iniziato a indossare il reggiseno, così vanno a far compere con Jo che però le mette in imbarazzo. Finiscono per litigare, ma alla fine riconoscono di aver bisogno ancora dell'aiuto della mamma e chiedono scusa. Alla fine riescono a fare il loro acquisto: il primo reggiseno.

## Evviva gli anni '50
- Titolo originale:
- Diretto da:
- Scritto da:

### Trama
Gordo è sempre stato una "voce fuori dal coro" perché vuole avere gusti diversi dai suoi coetanei. Così inizia ad appassionarsi per i vestiti e la musica degli anni cinquanta, ma Lizzie e Miranda la fanno involontariamente diventare una moda che seguono tutti.

## Provaci ancora Miranda
- Titolo originale:
- Diretto da:
- Scritto da:

### Trama
Lizzie è chiamata a recensire per il giornalino scolastico il debutto di Miranda come attrice nello spettacolo scolastico, ma è obiettivamente imbranata sulla scena, così Lizzie deve darle un giudizio negativo. Miranda resta delusa dal comportamento di Lizzie che non reputa una vera amica.

## A pranzo con Ethan Craft
- Titolo originale:
- Diretto da:
- Scritto da:

### Trama
Lizzie è nervosa perché Ethan Craft le ha chiesto di sedersi accanto a lui a pranzo, ma a scuola dovrà vederela con un ospite poco gradito: suo fratello Matt arrivato a scuola sbagliando autobus.

## Per un mondo migliore
- Titolo originale:
- Diretto da:
- Scritto da:

### Trama
Lizzie si dà all'ecologismo ma finisce per prendere la faccenda troppo seriamente e litiga con Miranda perché ha acquistato una giacchettina di pelle.

## Legami di sangue
- Titolo originale:
- Diretto da:
- Scritto da:

### Trama
Matt e Lizzie sono "legati" perché il piccolo McGuire ha ammanettato la sorella mentre giocava a fare il mago. Proprio quel pomeriggio Lizzie deve seguire Ethan nel torneo di golf della storia. Entrambi impareranno i problemi degli altri. Lizzie difenderà Matt da un ragazzo che lo tortura e Matt farà cadere Katie nella piscina dopo il padre gli riconsegna le chiavi.

## Le bugie hanno le gambe corte
- Titolo originale:
- Diretto da:
- Scritto da:

### Trama
Lizzie vuole a tutti i costi andare a vedere il nuovo film vietato ai minorenni: Vesuvio. Anche se hanno ricevuto il no dai genitori, Lizzie si imbuca al cinema con Gordo e Miranda, finendo su tutti i telegiornali perché Lizzie ha salvato un uomo con la manovra di Heimlich.

## Gordo ha la ragazza
- Titolo originale:
- Diretto da:
- Scritto da:

### Trama
Lizzie e Miranda si sentono messe da parte perché Gordo si è fidanzato con Brooke. Le due ragazze li seguono al loro primo appuntamento al ristorante, soprattutto perché sanno che Brooke non è una ragazza molto affidabile.

## Lizzie insegnante per amore
- Titolo originale:
- Diretto da:
- Scritto da:

### Trama
Gordo vorrebbe acquistare uno stereo e, per racimolare i soldi necessari, dà ripetizioni di matematica a Ethan. Lizzie e Miranda li distraggono perché vogliono poter stare con Ethan, venendo criticate da Gordo che le considera incapaci di prendere una A, quindi più stupide di lui. Quando Ethan prende un brutto voto sotto gli occhi delusi di Gordo che capisce di non essere stato un valido insegnante, Lizzie comincia a dare lei stessa ripetizioni a Ethan, dimostrandosi molto più competente di Gordo, infuriato con lei. Alla fine Ethan riuscirà a recuperare, mentre i tre amici fanno la pace e Gordo riconosce la bravura di Lizzie e l'intelligenza delle due ragazze.

## La vita è una partita
- Titolo originale:
- Diretto da:
- Scritto da:

### Trama
Ethan invita Lizzie, Gordo e Miranda a giocare a bowling, ma proprio lo stesso giorno Sam vuole trascorrere un po' di tempo con sua figlia e invitarla a cena. Quando Lizzie sceglie, ovviamente, di passare il weekend con il ragazzo, Sam è piuttosto rattristato, quindi Lizzie decide di invitare il padre al bowling per poter stare sia con lui che con i suoi amici, riconoscendo quanto la sua famiglia sia importante per lei.

## Ciak, si gira!
- Titolo originale:
- Diretto da:
- Scritto da:

### Trama
Un famoso regista viene nella scuola di Lizzie. Gordo, affascinato dal mondo del cinema, inizia ad aiutare questo regista nelle riprese del film e diventa l'attore protagonista. Gordo però non sa che la telecamera cambia spesso il carattere delle persone, infatti il regista lo costringe ad offendere i sentimenti dei compagni di classe, portando persino Lizzie e Miranda a litigare, soltanto per rendere la trama del film più divertente.

## Modella per errore
- Titolo originale:
- Diretto da:
- Scritto da:

### Trama
Lizzie diventa una modella di gran classe, ma non riconosce più i suoi amici: Miranda le fissa in continuazione serate in discoteca e appuntamenti di gala, mentre Gordo la usa per essere invitato alle feste più esclusive.

## Dolcetto o scherzetto?
- Titolo originale:
- Diretto da:
- Scritto da:

### Trama
Miranda vuole farla pagare a Kate perché dice che le tradizioni messicane di Halloween sono banali e ridicole. Così, d'accordo con tutta la scuola, organizza uno scherzo per spaventarla a morte ed imbarazzarla.

## Giocando a black-jack
- Titolo originale:
- Diretto da:
- Scritto da:

### Trama
Per vincere un viaggio a Miami, Lizzie, Gordo e Miranda devono partecipare ad una gara a domande sfidando Kate, Claire e Larry.
A preparare la squadra di Lizzie c'è il prof. Digbey, i cui metodi di insegnamento sono decisamente bizzarri.

## Ragazzi, che cotta!
- Titolo originale:
- Diretto da:
- Scritto da:

### Trama
Lizzie si fidanza con Larry, innamoratosi di lei, e scopre che dietro al ragazzo che a scuola è preso in giro da tutti si nasconde una persona dolce e sensibile, ma è imbarazzata dalla sua compagnia, temendo la derisione dei compagni. Alla fine deciderà di considerarlo solo un amico, stupendosi della sua reazione serena e comprensiva, capendo così che solo i ragazzi migliori, all'apparenza non molto interessanti, sono quelli che invece più nascondono delle belle sorprese.

## Re Gnomo: La conquista
- Titolo originale:
- Diretto da:
- Scritto da:

### Trama
La nonna di Lizzie le regala Rè Gnomo, un gioco da tavolo che non le piace e per questo lo regala a Gordo. Lizzie e Miranda si preoccupano quando Gordo è talmente ossessionato da quel gioco da trascurare lo studio.

## Amiche nemiche
- Titolo originale:
- Diretto da:
- Scritto da:

### Trama
Lizzie e Kate sono state messe in coppia per un progetto di studi sociali. Rivivono così i bei momenti che passavano tanto tempo prima, quando erano ottime amiche.

## Quant'è complicato l'amore
- Titolo originale:
- Diretto da:
- Scritto da:

### Trama
Miranda si è perdutamente innamorata di un ragazzo della scuola. Lui la invita a pranzare insieme durante l'intervallo, ma ogni volta che si incontrano Miranda non riesce ad aprire bocca e Lizzie deve suggerirle le parole giuste.

## Il video di Gordo
- Titolo originale:
- Diretto da:
- Scritto da:

### Trama
Gordo installa numerose video camere in tutta la scuola riprendendo così i suoi compagni. Molti di loro, si scoprirà, nascondono momenti delle loro vite molto imbarazzanti. Per questo litiga con Miranda perché è stata ripresa mentre diceva cose poco piacevoli sui compagni di scuola ma poi tutto si risolve.

## Il Bar Mitzvah di Gordo
- Titolo originale:
- Diretto da:
- Scritto da:

### Trama
Gordo vuole sentirsi adulto e chiede ai suoi genitori di poter ricevere il Bar mitzvah ebraico.